# 2016년 하계 올림픽 가이아나 선수단
가이아나는 2016년 8월 5일에서 8월 21일까지 브라질 리우데자네이루에서 열린 제31회 하계 올림픽에 참가했다.
이전에 영국령 기아나라는 이름으로 5번의 다른 에디션(1948년부터 1964년까지)에 참가했지만, 이번 하계 올림픽은 독립 국가로서 17번째로 올림픽에 참가했다. 가이아나는 1976년 몬트리올 하계 올림픽에 대한 아프리카 주도의 보이콧에 동참했다.
가이아나 올림픽 협회는 2012 런던 올림픽과 일치하는 선수 명단 규모(1종목 줄임)에 맞게 육상과 수영에만 성별로 3명씩 6명의 선수로 구성된 팀을 보냈다. 트랙 단거리 선수인 윈스턴 조지(Winston George)는 가이아나 선수 중 유일한 선수였다. 이전 올림픽에 대표로 출전했으며 나머지 선수들은 리우데자네이루에서 올림픽 데뷔전을 치렀다. 다른 주목할만한 선수들도 세계 랭킹 삼단뛰기 선수 트로이 도리스(Troy Doris)와 19세 접영 수영 선수 한니발 개스킨(Hannibal Gaskin)이 개막식에서 가이아나 국기를 들고 팀을 이끌었다.
그러나 가이아나는 마이클 앤서니가 남자 밴텀급 복싱에서 동메달을 차지한 1980년 모스크바 하계 올림픽 이후 첫 올림픽 메달 획득에 실패했다. 36년간의 가뭄을 시상대에서 끝내지 못한 도리스는 이번 대회에서 가이아나를 대표해 남자 삼단뛰기 결승에서 7위를 기록하며 최고의 성적을 거두었다.

## 같이 보기
- 올림픽 가이아나 선수단